# Thomas Viguier
Thomas Viguier est un producteur de télévision et de cinéma français. Il est à la tête de la société de production Ryoan.

## Film
- 2014 : La Liste de mes envies de Didier Le Pêcheur.

## Téléfilms
- 2015 : Changement de cap de Nicolas Herdt.
- 2018 : Meurtres en Cornouaille de Franck Mancuso.
- 2020 : Avis de Tempête de Bruno Garcia.
- 2022 : Lame de fond de Bruno Garcia.

## Série télévisée
- 2016 : Lebowitz contre Lebowitz de Frédéric Berthe et Christophe Barraud.
- 2018 : Lebowitz contre Lebowitz de Olivier Barma et Christophe Barraud.
- 2022 : Marianne de Alexandre Charlot, Franck Magnier et Myriam Vinocour.
- 2024 : Marianne de Laurence Katrian, Alexandre Charlot et Franck Magnier